# Poteet
Poteet is een plaats (city) in de Amerikaanse staat Texas, en valt bestuurlijk gezien onder Atascosa County.
Poteet is bekend van het "Poteet Strawberry Festival". Het is de geboorteplaats van de countryzanger George Strait.

## Demografie
Bij de volkstelling in 2000 werd het aantal inwoners vastgesteld op 3305.
In 2006 is het aantal inwoners door het United States Census Bureau geschat op 3667, een stijging van 362 (11,0%).

## Geografie
Volgens het United States Census Bureau beslaat de plaats een oppervlakte van
3,8 km², geheel bestaande uit land. Poteet ligt op ongeveer 136 m boven zeeniveau.

## Plaatsen in de nabije omgeving
De onderstaande figuur toont nabijgelegen plaatsen in een straal van 28 km rond Poteet.